# Persac
Persac település Franciaországban, Vienne megyében. Lakosainak száma 718 fő (2022. január 1.). Persac Adriers, Gouex, Lussac-les-Châteaux, Moulismes, Moussac, Nérignac, Queaux, Saulgé és Sillars községekkel határos.

## Népesség
A település népességének változása:
| Lakosok száma | 824  | 772  | 789  | 770  | 753  | 737  | 720  | 719  | 718  |
|               | 2013 | 2015 | 2016 | 2017 | 2018 | 2019 | 2020 | 2021 | 2022 |